# Heresia de Peor

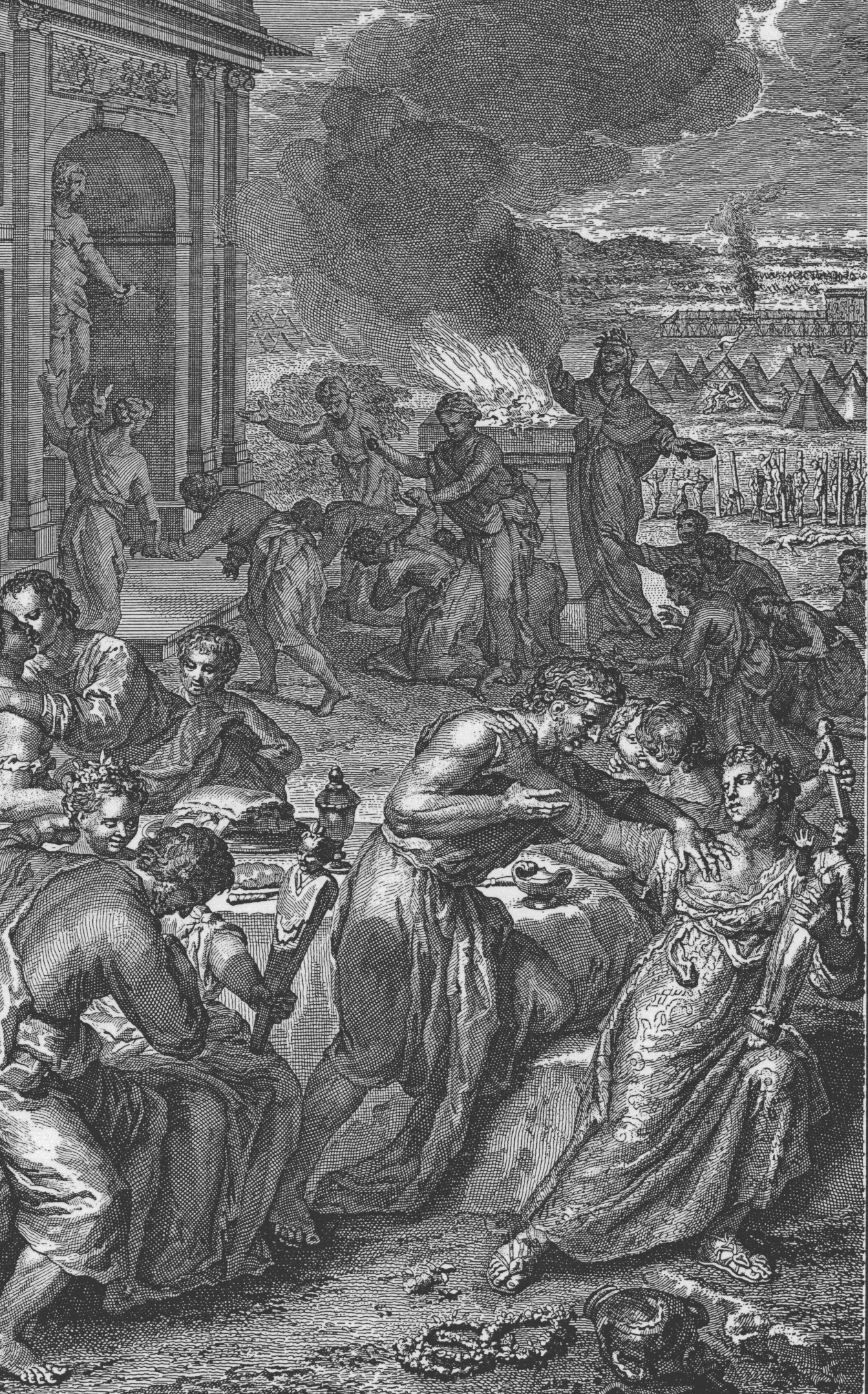
Moabe leva Israel ao pecado

A heresia de Peor é um evento relatado na Torá em Números 25:1-15. Referências bíblicas posteriores ao evento ocorrem em Números 25:18 e 31:16, Deuteronômio 4:3, Josué 22:17, Oseias 9:10 e Salmo 106:28. As referências do Novo Testamento são encontradas em 1 Coríntios 10:8 e Apocalipse 2:14.

## Na Bíblia Hebraica
A história continua daquela do profeta Balaão, na qual ele sobe a montanha de Pe'or e faz sacrifícios a Deus de cima dela. Tendo terminado seus sacrifícios, Balaão vê os israelitas na planície abaixo e, embora contratado para amaldiçoá-los, pronuncia uma bênção sobre eles, profetizando sua natureza abençoada e a destruição de Moabe e dos outros adversários de Israel.
Os israelitas, após passarem um curto período na planície de Moabe, começam a se envolver com as mulheres moabitas. Consequentemente, sob a influência da cultura moabita, os israelitas começam a participar na adoração dos deuses moabitas e se unem a Baal Peor (em hebraico: בעל פעור; Ba‘al Pə‘ôr), na septuaginta Beelphegōr, um baal associado ao Monte Pe‘or. YHWH ordena a Moisés que reúna os chefes do povo e pendure os idólatras perante YHWH para desviar a ira de YHWH.
A cena então muda abruptamente das preocupações com os moabitas para aquelas com os midianitas. Um homem — o israelita Zimri, filho de Salu — traz uma mulher midianita Cozbi ao acampamento à vista de Moisés, onde o povo está chorando. Fineias, neto de Arão, então se levanta com uma lança, segue o homem até uma tenda e enfia a lança no homem e na mulher. A praga, da qual 24 mil morreram, então parou. Por causa de sua ação, Deus então promete a Fineias um "pacto de paz" e um "pacto de sacerdócio eterno".
Deus então ordenou a Moisés que travasse uma guerra de vingança contra os midianitas. No entanto, a guerra só é travada vários capítulos depois, em Números 31, com apenas as mulheres virgens sendo poupadas.